# パブロ・パリサ
パブロ・セルヒヨヴィチ・パリサ (ウクライナ語: Паліса Павло Сергійович) は、ウクライナの軍人。

## 経歴
2007年にリヴィウ工科大学軍事研究所（現在はヘチマン・ペトロ・サハイダチヌイ名称陸軍士官学校）を卒業し、2019年にウクライナ国防大学校の指揮幕僚コースを卒業した。
2022年ロシアによるウクライナ侵攻により、パリサはウクライナの防衛に参加するために米陸軍指揮幕僚大学での留学を中断した。
2022年6月、米陸軍指揮幕僚大学は、当時すでに第5独立強襲連隊を指揮していたパリサに卒業証書を発行した。
2023年、第93独立機械化旅団長に就任。バフムートの戦いに参加した。
2024年11月29日、ウクライナ大統領府副長官に任命された。

## 親族
パブロには弟のドミトロ・パリサがいる。ドミトロも軍人であり第71独立猟兵旅団隷下の部隊を率いている。

## 栄典
- 軍事功績十字章（ウクライナ語版） - 2023年11月28日[7]

- ボフダン・フメリニツキー3等勲章（ウクライナ語版） - 2023年1月13日[8]